# 密花山矾
密花山矾（学名：Symplocos congesta）为山矾科山矾属下的一个种。

## 扩展阅读
- 維基物種上的相關：密花山矾